# 普坪镇
普坪镇，是中华人民共和国贵州省黔西南布依族苗族自治州安龙县下辖的一个乡镇级行政单位。
2015年1月21日，贵州省人民政府批复同意安龙县乡镇行政区划调整，新设置的普坪镇辖原普坪镇（除纳汪村外）和原戈塘镇，镇人民政府驻新街村。

## 行政区划
普坪镇下辖以下地区：
新街村、廷必村、讲埂村、总科村、乐庄村、胡巷村、鲁沟塘村、纳利村、岔河村、牙皂村、秧地村、戈塘村、香车河村、科发村、龙新村、免补村和大坝村。